# Канси
Император Канси (на китайски: 康熙帝, пинин: Kāngxī Dì) е четвъртият император на китайската династия Цин и третият, управлявал цял Китай. Роден е на 4 май 1654 г. с рождено име Айсин Гьоро Сюенйе (Aisin Gioro Xuanye). Той се възкачва на трона през 1661 г., едва на 7-годишна възраст, и управлява до смъртта си през 1722 г., правейки неговото управление най-дългото в китайската императорска история — 61 години.[източник? (Поискан днес)]